# Eduardo Cerecedo
Eduardo Cerecedo (Tecolutla, Veracruz, 12 de febrero de 1962 - Ciudad de México; 9 de enero del 2022) fue un poeta mexicano ganador del Premio Nacional de Poesía Alí Chumacero en 2011 y el Premio Nacional de Poesía Lázara Meldiú en 2012, entre otros. Ha sido colaborador en temas de cultura y literatura en diversas publicaciones en México.
Su poesía ha buscado instalarse en el corazón del hombre mismo para saberse de tiempo al hablar.

## Trayectoria
Fue licenciado en Lengua y Literaturas Hispánicas y tiene Maestría en Letras: Literatura Mexicana, ambas por la UNAM. 
Desde muy joven practicó la docencia e impartió diversos talleres relacionados con la literatura y la creación literaria en instituciones públicas y privadas, entre ellas el Faro de Oriente y Faro Cuautepec en la Ciudad de México, la Facultad de Estudios Superiores Iztacala de la UNAM y la Universidad Iberoamericana Ciudad de México con el taller de Escritura Creativa.
Dentro de su trabajo como crítico literario colaboró en publicaciones como las revistas de literatura Bulimia de camaleones, Letras Independientes, Génesis y recientemente en la revista Bitácora.
Condujo el programa de radio Memoria y Celebración: Vuelo de palabras en Radio Faro 90.1 FM, en Faro de Oriente. 
Eduardo Cerecedo es catalogado como un promotor incansable de la literatura contemporánea y participó en la creación de múltiples libros realizados por jóvenes escritores. Dentro de su obra es frecuente encontrar temas relacionados con el mar y la naturaleza debido a su aprecio y nostalgia pues vivió gran parte de su infancia en la cercanía de una zona costera en el Golfo de México.

### Obras
Su obra se encuentra editada en más de sesenta libros entre antologías, coautorías y colectivos. Hasta el momento se han publicado más de una docena de libros de su autoría que son:
- Cuando el agua respira (plaquette), Cuarto Creciente, núm. 14, 1992.
- Temblor mediterráneo, 69 Ediciones, 1993.
- Atrás del viento, Conaculta/Fondo Editorial Tierra Adentro, 1995.
- Marea del alba (plaquette), Praxis, 1995.
- La dispersión de la noche (plaquette), 1998.
- La Tinta del Alcatraz (La Hoja Murmurante, núm. 297), Toluca, 1998.
- Luz de trueno, Daga, Carmesí Coagulada, 2000.
- Agua nueva, Ediciones Marea, 2004.
- Hoja de cuaderno, Cuadernos Mexiquenses, 2005.
- Nombrar la luz, Las Fridas, Ciudad Nezahualcóyotl, 2007.
- Festejar la ruina, EFE, 2011.
- La misma moneda, Casa del Poeta Alí Chumacero, 2011.
- Condición de nube, EFE, 2012.
- El caracol vanidoso, Chicome EDITORIAL, 2013.[5]

### Reconocimientos
- Premio Nacional de Poesía CREA, 1988.
- Premio Nacional de Poesía Juegos Florales San Juan del Río, Querétaro, 1999.
- Premio Internacional de Poesía “Bernardo Ruiz” 2010 en el Estado de México.
- Premio Nacional de Poesía Alí Chumacero 2011 en el Estado de México.
- Premio Nacional de Poesía “Lázara Meldiú” 2012, Papantla, Veracruz.